# 稲嶺茂夫
稲嶺 茂夫（いなみね しげお、1978年8月13日 - ）は、神奈川県平塚市出身の元プロ野球選手（投手）。現在は、横浜DeNAベイスターズのスカウト。

## 経歴

### プロ入り前
東海大相模高時代は森野将彦と同期。原俊介とのバッテリーで1995年に第67回選抜高等学校野球大会に出場するも、2回戦敗退。
地元平塚市にある東海大学に進学。首都大学リーグでの通算成績は37試合登板、18勝5敗、防御率2.02、234奪三振。最高殊勲選手1回、最優秀投手2回受賞。
2000年のドラフト7位で横浜ベイスターズに入団。大学3年次の秋と4年次の6月に肘を痛め、以後ほとんど試合に出場していなかったことから戦力として疑問視する声もあったが、肘は回復すると判断しドラフト下位指名での入団となった。

### プロ入り後
2001年10月11日の対中日戦で、ルーキーながら初登板を果たすも、1つもアウトを取れず2失点を喫し、防御率が計測不能（無限）となる事態となる。
2002年はオープン戦で5回をパーフェクトに抑える好投などもあり、開幕当初は先発ローテーションの1人として期待されたものの被本塁打が多く、すぐにファーム行きになった。
2005年はこれまで横浜二軍の湘南シーレックスでは悪くとも防御率2.50以下だったが、この年は7.71と急激に悪化した。
2006年は久々に一軍で2試合登板。防御率は0.00だったが、得点圏に走者を許すなど不安定なピッチングで首脳陣にアピールできなかった。
2007年は二軍では主にワンポイントリリーフとして2勝をあげ防御率1点台と好成績だったが、左腕投手が豊富になりつつあったチーム事情のため一軍昇格は見送られることとなった。10月にチームから戦力外通告を受け、現役引退を表明。11月29日付で任意引退が公示された。
引退後はスカウトに転身し、球団に残ることとなった。

## 選手としての特徴・人物
左のサイドスロー気味のスリー・クォーターから繰り出す、キレのあるストレートとスライダーのコンビネーションを武器としていた投手で、チームに慢性的に不足する中継ぎ左腕として期待されていた。変化球は、他にカーブ・スクリューなどを投げる。
毎年二軍では良い成績を残しており、2003年はイースタンリーグで24試合に登板し投球回数30回2/3で自責点なしの防御率0.00を記録した。
元福岡ソフトバンクホークスの稲嶺誉とは従弟にあたる。同じく2007年シーズンオフに戦力外通告を受けた。

## 詳細情報

### 年度別投手成績
| 年 度     | 球 団     | 登 板 | 先 発 | 完 投 | 完 封 | 無 四 球 | 勝 利 | 敗 戦 | セ 丨 ブ | ホ 丨 ル ド | 勝 率 | 打 者 | 投 球 回 | 被 安 打 | 被 本 塁 打 | 与 四 球 | 敬 遠 | 与 死 球 | 奪 三 振 | 暴 投 | ボ 丨 ク | 失 点 | 自 責 点 | 防 御 率 | W H I P |
| --------- | --------- | ----- | ----- | ----- | ----- | -------- | ----- | ----- | -------- | ----------- | ----- | ----- | -------- | -------- | ----------- | -------- | ----- | -------- | -------- | ----- | -------- | ----- | -------- | -------- | ------- |
| 2001      | 横浜      | 1     | 0     | 0     | 0     | 0        | 0     | 0     | 0        | --          | ----  | 2     | 0.0      | 1        | 0           | 1        | 0     | 0        | 0        | 0     | 0        | 2     | 2        | ∞        | ----    |
| 2002      | 横浜      | 19    | 1     | 0     | 0     | 0        | 0     | 2     | 0        | --          | .000  | 106   | 21.2     | 32       | 9           | 10       | 2     | 1        | 22       | 0     | 0        | 16    | 15       | 6.23     | 1.94    |
| 2003      | 横浜      | 4     | 0     | 0     | 0     | 0        | 0     | 0     | 0        | --          | ----  | 9     | 2.0      | 2        | 1           | 1        | 0     | 0        | 0        | 0     | 0        | 1     | 1        | 4.50     | 1.50    |
| 2006      | 横浜      | 2     | 0     | 0     | 0     | 0        | 0     | 0     | 0        | 0           | ----  | 12    | 2.1      | 4        | 0           | 1        | 0     | 0        | 1        | 0     | 0        | 1     | 0        | 0.00     | 2.14    |
| 通算：4年 | 通算：4年 | 26    | 1     | 0     | 0     | 0        | 0     | 2     | 0        | 0           | .000  | 129   | 26.0     | 39       | 10          | 13       | 2     | 1        | 23       | 0     | 0        | 20    | 18       | 6.23     | 2.00    |

- 2001年の防御率「∞」は1つもアウトを取れず、かつ自責点2を喫したため。

### 記録
- 初登板：2001年10月11日、対中日ドラゴンズ28回戦（横浜スタジアム）、8回表に5番手で救援登板、0/3回2失点
- 初先発：2002年4月3日、対阪神タイガース2回戦（横浜スタジアム）、3回4失点で敗戦投手
- 初奪三振：同上、1回表に赤星憲広から

### 背番号
- 39 （2001年）
- 38 （2002年 - 2007年）